# Giacomo Giustiniani
Giacomo Giustiniani (Roma, 20 dicembre 1769 – Roma, 24 febbraio 1843) è stato un cardinale e arcivescovo cattolico italiano. Fu uno tra i candidati più papabili nel conclave del 1830-1831; tuttavia la sua elezione fu bloccata dal veto apposto dal cardinale della corona spagnolo, Juan Francisco Marco y Catalán.

## Biografia

### I primi anni della carriera ecclesiastica
Giacomo Giustiniani nacque a Roma il 20 dicembre 1769. Membro di una delle più importanti famiglie patrizie della città, era figlio di Benedetto, principe di Bassano, e della nobile Cecilia Carlotta Mahoni (Mahony). Suo nipote Carlo Odescalchi sarà anch'egli cardinale.
Avviato alla carriera ecclesiastica, frequentò il Collegio Urbano di Roma e quindi l'Università La Sapienza, ove ottenne il dottorato in utroque iure il 20 dicembre 1792. Entrò quindi nella prelatura romana in quello stesso anno divenendo protonotario apostolico partecipante. Nel 1793 divenne referendario del tribunale della Segnatura Apostolica e fu vice legato in Romagna, facendo il suo ingresso a Ravenna, sede della legazione, il 14 dicembre di quello stesso anno. Nel 1795 fu nominato protonotario della Sacra Congregazione dei Riti.
L'invasione francese dell'Italia del 1796 causò il suo rientro a Roma (3 luglio). Nominato governatore di Perugia il 30 marzo 1797, rimase in carica sino al 1798. Ma l'avanzata delle truppe francesi continuava: nel febbraio 1798 i napoleonici conquistarono Roma. Il giorno prima dell'invasione francese dell'Urbe, Giustiniani venne nominato presidente della Commissione di Stato. Dopo la proclamazione della Repubblica Romana (15 febbraio 1798) si rifugiò nel Regno di Napoli.
I francesi lasciarono Roma nel settembre 1799. Il 2 ottobre seguente il nuovo pontefice Pio VII nominò Giustiniani presidente della Giunta di Stato (a far data dal 10 novembre), con l'incarico di perseguire i partigiani dell'ormai decaduta repubblica romana.
Con la rioccupazione di Roma ad opera dei francesi (1805, Giacomo Giustiniani preferì lasciare la prelatura, vivendo da laico e dedicandosi a viaggiare in Italia ed in Europa, fino al 1814. Dopo la restaurazione pontificia (Congresso di Vienna), egli tornò a Roma e riassunse le proprie funzioni alla commissione di stato nonché quella di governatore provvisorio di Roma dal 22 settembre 1814, venendo nominato il giorno successivo al rango di vice-governatore. Venne quindi reintegrato nella prelatura romana col titolo di prelato domestico (dal 1º ottobre 1814) e fu nominato coadiutore di Pietro Maria Negroni, giudice della curia capitolina (19 novembre 1814). Durante l'esilio di papa Pio VII a Genova (22 marzo-7 giugno 1815), fu membro della Giunta di Stato presieduta dal cardinale Giulio Maria Della Somaglia. Il 6 luglio 1815 venne nominato delegato apostolico a Bologna, ove curò la restaurazione completa del governo pontificio.
Fu ordinato sacerdote il 21 dicembre 1816.

### L'episcopato
Eletto arcivescovo titolare di Tiro e nominato contestualmente nunzio apostolico in Spagna, il 14 aprile 1817, ricevette la consacrazione episcopale il 20 aprile 1817 nella Basilica di San Pietro in Vaticano per mano del cardinale Alessandro Mattei, vescovo di Ostia e Velletri, decano del Sacro Collegio dei Cardinali, assistito da Giovanni Francesco Guerrieri, arcivescovo titolare di Atena, e da Candido Maria Frattini, arcivescovo titolare di Filippi.
Espulso dalla Spagna per via della rivoluzione liberale, risiedette a Bordeaux dal gennaio al settembre del 1823 e poté quindi rientrare alla corte di re Ferdinando VII di Spagna che era stato restaurato al trono per l'intervento dell'esercito regio francese. Tornò in Italia nel 1826 allorché fu nominato vescovo di Imola, sede ove mantenne il titolo personale di arcivescovo.

### Il cardinalato

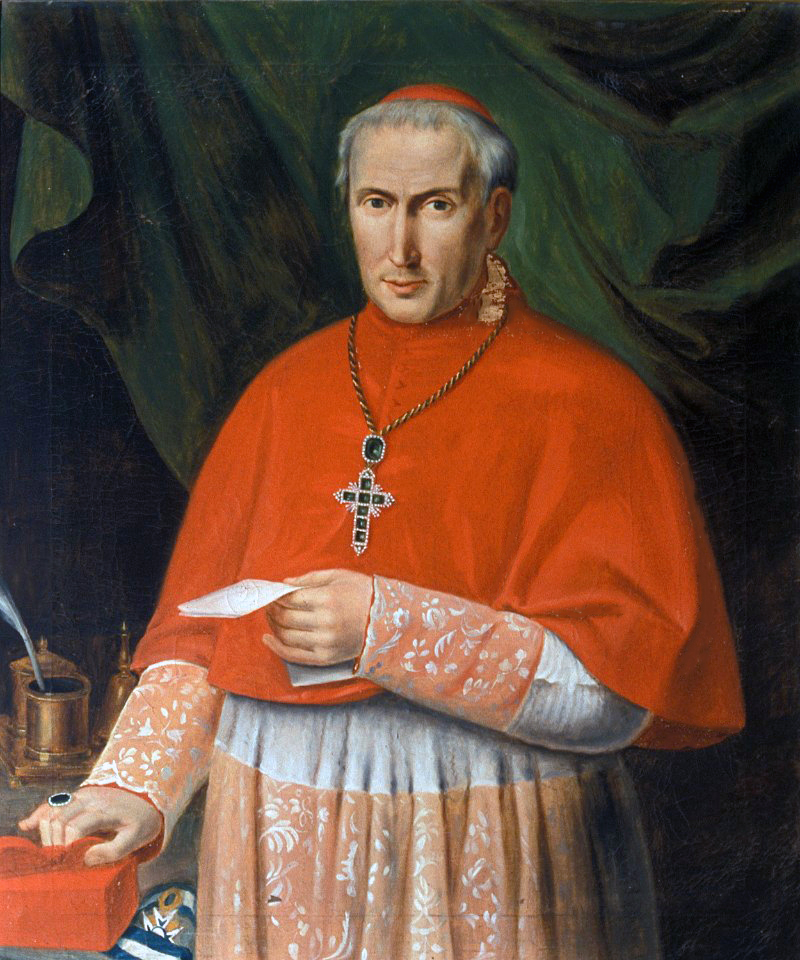
Ritratto del cardinale Giacomo Giustiniani a semibusto del 1826

Il 2 ottobre 1826, Papa Leone XII lo elevò al rango di cardinale con dispensa per avere già un nipote nel Sacro Collegio dei Cardinali. Ricevette la berretta cardinalizia il 5 luglio 1827 ed il titolo dei santi Pietro e Marcellino il 17 settembre successivo.
Prese parte al conclave del 1829 dal quale risultò eletto papa Pio VIII e nuovamente a quello del 1830-31 ove però il cardinale Juan Francisco Marco y Catalán, portavoce del re di Spagna, esercitò nei suoi confronti il diritto di veto. Nominato abate commendatario dell'abbazia di Farfa dal 1831 al 1833, fu Segretario dei Memoriali dal 4 febbraio 1831.
Il 16 dicembre 1832 rassegnò le dimissioni da vescovo di Imola. Proseguì il suo servizio alla Chiesa nell'Urbe, dove ricoprì la carica di prefetto della Sacra Congregazione dell'Indice (dal 21 novembre 1834). Nel 1837 fu nominato arciprete della Basilica di San Pietro in Vaticano e contestualmente prefetto della Sacra Congregazione della Reverenda Fabbrica di San Pietro (1º luglio 1837). Camerlengo di Santa Romana Chiesa dal 2 ottobre 1837 sino alla morte, optò quindi per l'ordine dei cardinali vescovi ed ottenne la sede suburbicaria di Albano dal 22 novembre 1839. Dal 24 gennaio 1842 al 27 gennaio 1843 fu Camerlengo del Sacro Collegio dei Cardinali.
Morì a Roma il 24 febbraio 1843, all'età di 73 anni. La sua salma venne esposta nella chiesa di Santa Maria sopra Minerva, a Roma, ove si tennero anche i funerali con la partecipazione di papa Gregorio XVI; fu sepolto nella tomba di famiglia nella stessa chiesa.

## Genealogia episcopale e successione apostolica
La genealogia episcopale è:
- Cardinale Scipione Rebiba
- Cardinale Giulio Antonio Santori
- Cardinale Girolamo Bernerio, O.P.
- Arcivescovo Galeazzo Sanvitale
- Cardinale Ludovico Ludovisi
- Cardinale Luigi Caetani
- Cardinale Ulderico Carpegna
- Cardinale Paluzzo Paluzzi Altieri degli Albertoni
- Papa Benedetto XIII
- Papa Benedetto XIV
- Papa Clemente XIII
- Cardinale Bernardino Giraud
- Cardinale Alessandro Mattei
- Cardinale Giacomo Giustiniani

La successione apostolica è:
- Cardinale Ignazio Giovanni Cadolini (1826)
- Cardinale Pietro Ostini (1827)
- Vescovo Filippo Artico (1840)
- Vescovo Salvatore Leziroli (1842)

## Ascendenza
|                                              |                 |                                                      | Genitori                                 |  |  | Nonni |  |  | Bisnonni             |  |  | Trisnonni                   |  |
|                                              |                 |                                                      |                                          |  |  |       |  |  | Vincenzo Giustiniani |  |  | Carlo Benedetto Giustiniani |  |
|                                              |                 |                                                      |                                          |  |  |       |  |  | Vincenzo Giustiniani |  |  | Carlo Benedetto Giustiniani |  |
|                                              |                 | Caterina Gonzaga                                     |                                          |  |  |       |  |  | Vincenzo Giustiniani |  |  |                             |  |
| Girolamo Vincenzo IV Giustiniani             |                 |                                                      |                                          |  |  |       |  |  | Vincenzo Giustiniani |  |  |                             |  |
|                                              |                 | Costanza Boncompagni                                 | Gregorio I Boncompagni                   |  |  |       |  |  |                      |  |  |                             |  |
|                                              |                 | Costanza Boncompagni                                 | Gregorio I Boncompagni                   |  |  |       |  |  |                      |  |  |                             |  |
|                                              |                 | Costanza Boncompagni                                 | Olimpia Ippolita Ludovisi                |  |  |       |  |  |                      |  |  |                             |  |
| Benedetto II Giustiniani                     |                 | Costanza Boncompagni                                 |                                          |  |  |       |  |  |                      |  |  |                             |  |
|                                              |                 | Francesco Maria Marescotti Ruspoli                   | Alessandro Marescotti Ruspoli            |  |  |       |  |  |                      |  |  |                             |  |
|                                              |                 | Francesco Maria Marescotti Ruspoli                   | Alessandro Marescotti Ruspoli            |  |  |       |  |  |                      |  |  |                             |  |
|                                              |                 | Francesco Maria Marescotti Ruspoli                   | Anna Maria Corsini                       |  |  |       |  |  |                      |  |  |                             |  |
| Maria Angelica Ruspoli                       |                 | Francesco Maria Marescotti Ruspoli                   |                                          |  |  |       |  |  |                      |  |  |                             |  |
|                                              |                 | Isabella Cesi                                        | Giuseppe Angelo Cesi                     |  |  |       |  |  |                      |  |  |                             |  |
|                                              |                 | Isabella Cesi                                        | Giuseppe Angelo Cesi                     |  |  |       |  |  |                      |  |  |                             |  |
|                                              |                 | Isabella Cesi                                        | Giacinta Conti                           |  |  |       |  |  |                      |  |  |                             |  |
| Giacomo                                      |                 | Isabella Cesi                                        |                                          |  |  |       |  |  |                      |  |  |                             |  |
|                                              | Daniel O'Mahony | …                                                    |                                          |  |  |       |  |  |                      |  |  |                             |  |
|                                              | Daniel O'Mahony | …                                                    |                                          |  |  |       |  |  |                      |  |  |                             |  |
|                                              | Daniel O'Mahony | …                                                    |                                          |  |  |       |  |  |                      |  |  |                             |  |
| John Joseph James Mahony, II conte di Mahony | Daniel O'Mahony |                                                      |                                          |  |  |       |  |  |                      |  |  |                             |  |
|                                              |                 | Cécilia Weld                                         | …                                        |  |  |       |  |  |                      |  |  |                             |  |
|                                              |                 | Cécilia Weld                                         | …                                        |  |  |       |  |  |                      |  |  |                             |  |
|                                              |                 | Cécilia Weld                                         | …                                        |  |  |       |  |  |                      |  |  |                             |  |
| Cecilia Carlotta Mahony                      |                 | Cécilia Weld                                         |                                          |  |  |       |  |  |                      |  |  |                             |  |
|                                              |                 | Thomas Clifford                                      | Hugh Clifford di Chudleigh               |  |  |       |  |  |                      |  |  |                             |  |
|                                              |                 | Thomas Clifford                                      | Hugh Clifford di Chudleigh               |  |  |       |  |  |                      |  |  |                             |  |
|                                              |                 | Thomas Clifford                                      | Anne Preston                             |  |  |       |  |  |                      |  |  |                             |  |
| Anne Clifford                                |                 | Thomas Clifford                                      |                                          |  |  |       |  |  |                      |  |  |                             |  |
|                                              |                 | Charlotte Maria Levingston, III contessa di Newburgh | Charles Levingston, II conte di Newburgh |  |  |       |  |  |                      |  |  |                             |  |
|                                              |                 | Charlotte Maria Levingston, III contessa di Newburgh | Charles Levingston, II conte di Newburgh |  |  |       |  |  |                      |  |  |                             |  |
|                                              |                 | Charlotte Maria Levingston, III contessa di Newburgh | Frances Brudenell                        |  |  |       |  |  |                      |  |  |                             |  |
|                                              |                 | Charlotte Maria Levingston, III contessa di Newburgh |                                          |  |  |       |  |  |                      |  |  |                             |  |